# 杉匠真
杉 匠真（すぎ たくま、2002年7月23日 - ）は、日本のウィンドサーフィン選手。2017年に当時史上最年少記録としてプロに転向し、国内や国際大会で多くの戦績を残した。

## 経歴
6歳の時にウィンドサーフィンを始め、小学校1年次にレース種目のピザーラ・クアアイナカップ2009ビギナークラスに出場し、最年少記録にて優勝する。2009年から2014年の小学校6年間を、ジュニアユース選手権にて連続優勝し、記録を樹立した。
2016年度フリースタイルアマチュアの年間ランキング1位でプロ資格獲得、2017年度よりJWAプロ登録選手となる。取得当時の年齢は14才8か月、中学3年次でのプロ登録となり、国内最年少記録となった。セイルナンバーはJ-7
2019年、ハワイ、マウイ島で開催されたALOHACLASSIC 2019のU-20(20歳以下)で優勝した。
2021年、Professional Windsurfing Association　の U-20 年間ワールドチャンピオンになった。
また2022年にはProfessional Windsurfing Associationの年間ランキングで
WAVE 10位, FREESTYLE 9位と2種目で日本人史上初となった。

## 主な成績（プロ）
| 年月日                  | 出場大会                                                     | 結果                                                 |
| ----------------------- | ------------------------------------------------------------ | ---------------------------------------------------- |
| 2017年5月20日-21日      | TRICK‘N TRY MOTOSUKO 2017 (JWA JAPANTOUR17-18 FS#2)          | 準優勝                                               |
| 2017年7月9日-15日       | PWA GRANCANARIA WIND & WAVES FESTIVAL 2017 YOUTH 14-15       | 第3位                                                |
| 2017年8月6日-12日       | TENERIFE PWA WORLD CUP 2017YOUTH 14-15                       | 準優勝                                               |
| 2017年10月20日-11月12日 | IWT Maui ALOHA CLASSIC 2017 YOUTH                            | 準優勝                                               |
| 2017年12月16日-17日     | JWA COLD BREEZE 2017 プロウェイブ、プロフリースタイル        | プロウェイブ 準優勝 プロフリースタイル 準優勝        |
| 2018年7月15日-21日      | PWA GRAN CANARIA WIND & WAVS FESTIVAL 2018 YOUTH U-17        | 第3位                                                |
| 2018年7月26日-8月4日    | PWA FUERUTEVENTURA WORLD CUP 2018 YOUTH U-17                 | 第3位                                                |
| 2018年                  | TENERIFE PWA WORLD CUP 2018 U-17                             | 優勝                                                 |
| 2018年8月5日-11日       | IWT ALOHA CLASSIC 2018                                       | YOUTH U-17 優勝 プロクラス9位                        |
| 2018年                  | PWA 年間ランキング                                           | ウェイブ34位 フリースタイル32位 U-17年間チャンピオン |
| 2019年4月20日           | FREESTYLE FESTA ZUSHI 2019                                   | プロクラス２位                                       |
| 2019年5月25日           | TRICK’N TRY MOTOSUKO 2019                                    | プロクラス２位                                       |
| 2019年10月31日          | ALOHACLASSIC2019                                             | U-20優勝                                             |
| 2019年11月16日          | 京急電鉄presents全日本フリースタイルトーナメント津久井浜大会 | プロクラス優勝                                       |
| 2019年12月21日          | 浜名湖フリースタイル選手権2019                               | プロクラス2位                                        |
| 2019年                  | PWA 年間ランキング                                           | ウェイブ28位 フリースタイル23位                      |
| 2020年1月26日           | WINTERCUP2020                                                | プロクラス優勝                                       |
| 2020年11月22日          | 全日本フリースタイルトーナメント津久井浜大会                 | 準優勝                                               |
| 2020年12月20日          | 浜名湖フリースタイル選手権                                   | プロクラス優勝 ノンプレスペシャル優勝                |
| 2020年                  | 2020年度フリースタイル                                       | 年間チャンピオン                                     |
| 2021年                  | フリースタイルフェスタ逗子2021                               | プロクラス優勝                                       |
| 2021年                  | NoerStick Cold Hawaii PWA Youth Windsurf Wave World Cup 2021 | U-20 優勝                                            |
| 2021年                  | PWA 年間ランキング                                           | U-20 世界チャンピオン                                |
| 2022年                  | 2022 SOMWR 10x Cabo Verde PWA World Cup                      | 8位                                                  |
| 2022年                  | IWT OMAEZAKI JAPAN CUP                                       | 3位                                                  |
| 2022年                  | Gran Canaria PWA Windsurfing World Cup                       | 17井                                                 |
| 2022年                  | 2022 Mercedes-Benz World Cup Sylt                            | WAVE,FREESTYLE 9位                                   |
| 2022年                  | IWT ALOHACLASSIC                                             | 9位                                                  |